# 圣科姆多尔特
圣科姆多尔特（法語：Saint-Côme-d'Olt，法語發音：[sɛ̃ kom dɔlt]，意为“奥尔特河的圣科姆”）是法国阿韦龙省的一个市镇，属于罗德兹区。

## 地理
圣科姆多尔特（44°30'56"N, 2°48'53"E）面积30.1 平方千米，位于法国奧克西塔尼大區阿韦龙省，该省份为法国南部内陆省份，位于法國中央高原南部，北起顺时针与康塔爾省、洛泽尔省、加尔省、埃罗省、塔恩省、塔恩-加龙省和洛特省接壤。
与圣科姆多尔特接壤的市镇（或旧市镇、城区）包括：卡斯泰尔诺-德芒达耶、孔东多布拉克、埃斯帕利永、拉苏。
圣科姆多尔特的时区为UTC+01:00、UTC+02:00（夏令时）。

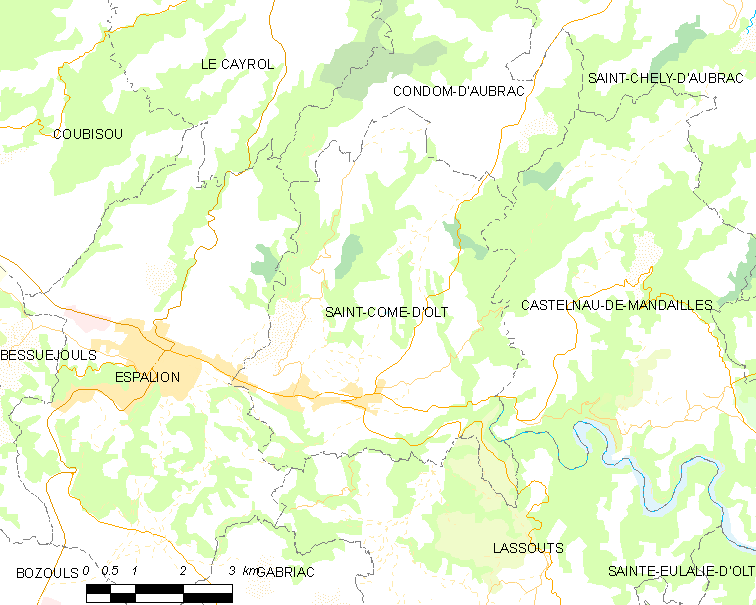
圣科姆多尔特的OSM定位图

## 行政
圣科姆多尔特的邮政编码为12500，INSEE市镇编码为12216。

## 政治
圣科姆多尔特所属的省级选区为洛特-帕朗日县。

## 人口

1962-2008年间圣科姆多尔特人口变化图示

圣科姆多尔特于2022年1月1日时的人口数量为1446人。